# Кирчим-Копки
Кирчи́м-Ко́пки (рос. Кырчим-Копки) — присілок у складі Селтинського району Удмуртії, Росія.

## Населення
Населення — 22 особи (2010; 38 в 2002).
Національний склад станом на 2002 рік:
- удмурти — 84 %

## Урбаноніми[3]
- вулиці — Кирчимська